# Varians
Varians er et begreb inden for sandsynlighedsregning og statistik, der angiver variabiliteten af en stokastisk variabel. 
Variansen et mål for, hvor meget den stokastiske variabels værdier i gennemsnit afviger fra middelværdien.
Variansen for en stokastisk variabel {\displaystyle X} er defineret som
{\displaystyle {\mbox{Var}}(X)={\mbox{E}}\left((X-{\mbox{E}}(X))^{2}\right)}
hvor {\displaystyle {\mbox{E}}(X)} angiver middelværdien af den stokastiske variabel. Det kan let vises, at
{\displaystyle {\mbox{Var}}(X)={\mbox{E}}(X^{2})-\left({\mbox{E}}(X)\right)^{2}}
Standardafvigelsen eller Spredningen, {\displaystyle \sigma }, af en stokastisk variabel er defineret som kvadratroden af variansen, dvs.
{\displaystyle \sigma ={\sqrt {{\mbox{Var}}(X)}}}

## Empiriske størrelser
Hvis man har et datasæt bestående af observationerne {\displaystyle x_{1},\ldots ,x_{n}} og ønsker at beregne et skøn over variansen, benyttes normalt den empiriske varians {\displaystyle s^{2}}, som ikke er det samme som V (Varians). Denne er givet ved
{\displaystyle s^{2}={\frac {\sum _{i=1}^{n}{(x_{i}-{\bar {x}})^{2}}}{n-1}}}
hvor {\displaystyle {\bar {x}}} er gennemsnittet af observationerne (et skøn over middelværdien) og {\displaystyle n} er antallet af observationer.
Den empiriske spredning {\displaystyle s} er givet ved kvadratroden af den empiriske varians.
Regneteknisk kan {\displaystyle \sum _{i=1}^{n}(x_{i}-{\overline {x}})^{2}} beregnes som {\displaystyle \sum _{i=1}^{n}x_{i}^{2}-{\frac {(\sum _{i=1}^{n}x_{i})^{2}}{n}}}, hvilket betyder, at man kan summere data op løbende uden at beholde de enkelte observationer.

## Regneregler for varians
Variansen af en stokastisk variabel ganget med en konstant er lig variansen for variablen ganget med konstanten opløftet i 2. potens. Variansen ændres derimod ikke, hvis der lægges en konstant til. Disse to regneregler kan udtrykkes matematisk således
(hvor {\displaystyle X} er en stokastisk variabel, og {\displaystyle a} og {\displaystyle b} er konstanter):
{\displaystyle {\mbox{Var}}(a\cdot X+b)=a^{2}\cdot {\mbox{Var}}(X).}
Variansen af en sum af to forskellige stokastiske variable er lig summen af deres varians samt 2 gange deres kovarians. 
Hvis {\displaystyle X} og {\displaystyle Y} er to stokastiske variable med kovarians {\displaystyle {\mbox{Cov}}(X,Y)} skrives det:
{\displaystyle \ {\mbox{Var}}(X+Y)={\mbox{Var}}(X)+{\mbox{Var}}(Y)+2{\mbox{Cov}}(X,Y).}
Hvis {\displaystyle X} og {\displaystyle Y} er stokastisk uafhængige bliver kovariansen nul, og udtrykket kan reduceres til 
{\displaystyle \ {\mbox{Var}}(X+Y)={\mbox{Var}}(X)+{\mbox{Var}}(Y).}
Ofte kan nedenstående omskrivning gøre det lettere at beregne variansen af en stokastisk variabel.
{\displaystyle {\begin{aligned}\operatorname {Var} (X)&=\operatorname {E} \left[(X-\operatorname {E} [X])^{2}\right]\\&=\operatorname {E} \left[X^{2}-2X\operatorname {E} [X]+\operatorname {E} [X]^{2}\right]\\&=\operatorname {E} \left[X^{2}\right]-2\operatorname {E} [X]\operatorname {E} [X]+\operatorname {E} [X]^{2}\\&=\operatorname {E} \left[X^{2}\right]-\operatorname {E} [X]^{2}.\end{aligned}}}